# 물부추강

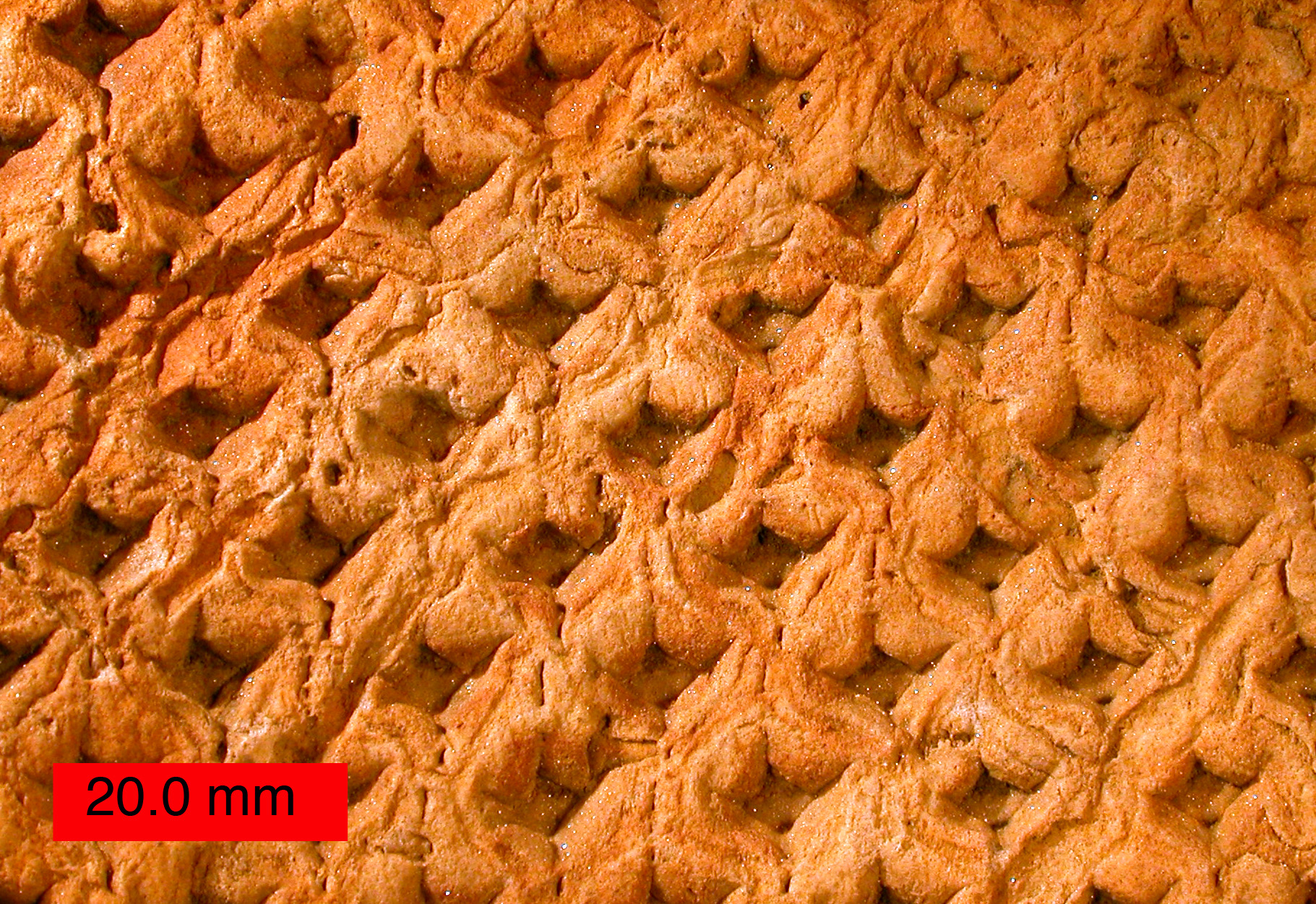
오하이오주의 석탄기 후기 레피도덴드론속(Lepidodendron)

물부추강(Isoetopsida)은 석송문에 속하는 식물 강의 일종이다. 이 강에 속하는 현존하는 모든 식물 종들은 물부추목의 물부추속(Isoetes) 또는 부처손목의 부처손속(Selaginella)에 속한다. 부처손목에 약 700여 종, 물부추속에 140-150여 종이 전 세계적으로 분포하지만 극히 드물게 발견되는 편이다.
일부 식물학자들은 남아메리카에서 발견되는 2종을 물부추속에서 떼어 내 Stylites속으로 따로 분류한다.
물부추강 내에서 가장 유명한 식물은 인목속(Lepidodendron)이 포함된 '인목'(鱗木, 레피도덴드론목)이다. 이 거대한 나무들은 석탄기의 습지에서 번성했다. 최근에는 석송강으로 재분류되었다.
일부는 물부추를 목질부(木質部)와 목피부(木皮部)가 모두 발달해 있고, 뿌리 역할을 하는 일종의 변형된 지상계, 쌍극성의 생장, 곧은줄기 등의 일부 색다른 특징을 지닌, 잔존하는 화석 나무 종의 흔적으로 간주한다.

## 하위 분류
- 물부추강 (Isoetopsida)
  - 물부추목 (Isoetales)
    - 물부추과 (Isoetaceae)
      - 물부추속 (Isoetes)

  - 부처손목 (Selaginellales)
    - 부처손과 (Selaginellaceae)
      - 부처손속 (Selaginella)

## 계통 분류
다음은 2019년 현재 제안된 석송류의 계통 분류이다.<
| 석송강   | 석송목                                                |
|          | 석송목                                                |
| 물부추강 | \| \| 물부추목 \| \| \| \| \| \| 부처손목 \| \| \| \| |
|          | \| \| 물부추목 \| \| \| \| \| \| 부처손목 \| \| \| \| |
|          | 물부추목                                              |
|          |                                                       |
|          | 부처손목                                              |
|          |                                                       |

|  | 물부추목 |
|  |          |
|  | 부처손목 |
|  |          |